# Albert van Dalsum
Albertus Wilhelmus van Dalsum (Nieuwer-Amstel, 4 januari 1889 – Eenigenburg, 25 oktober 1971) was een Nederlands toneelspeler, toneelleider, decorontwerper en kunstschilder.
Hij volgde de driejarige HBS in Amsterdam en speelde op feestavonden toen al toneel met zijn klasgenoten. Dat waren onder anderen de later ook bekend geworden Cor Ruys en Adolf Bouwmeester. Na het behalen van zijn diploma ging hij aanvankelijk op kantoor werken. Tijdens zijn eerste baan bij de Hollandsche IJzeren Spoorweg-Maatschappij, nam hij in zijn vrije tijd toneellessen bij Jan C. de Vos en sloot zich in 1909 aan bij het toneelgezelschap Het Tooneel onder leiding van Willem Royaards.
Van Dalsum huwde tweemaal. Het eerste huwelijk (1910) met Sophia Wilhelmina Jacoba de Nijs eindigde in 1928 in een scheiding. Twee jaar later huwde hij met Isidora Frederika Mogendorff (actrice en danseres, artiestennaam Do Hoogland). Uit dit huwelijk werd een zoon geboren.

## Toneelloopbaan

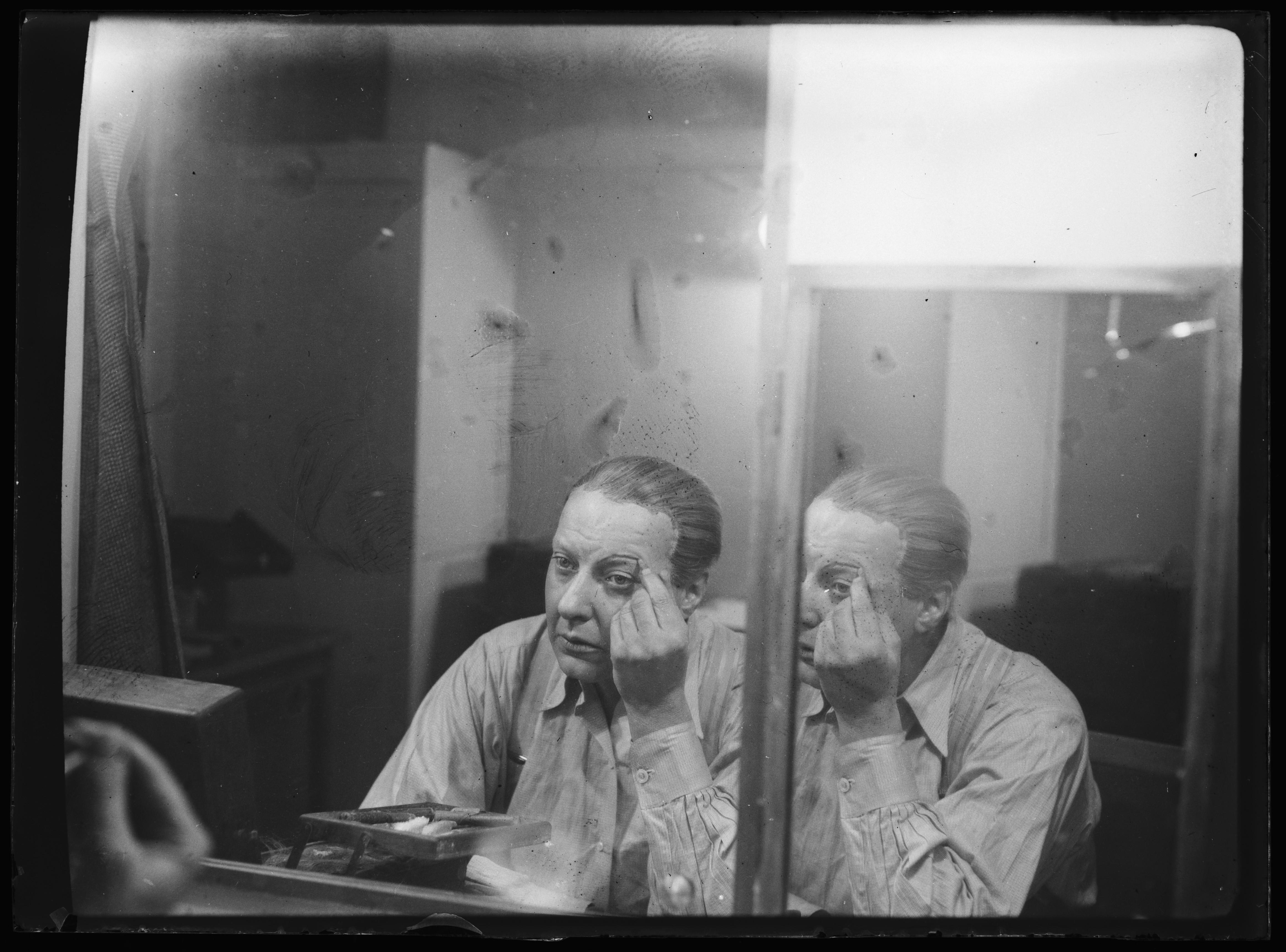
Van Dalsum, jaren 30

Naast het acteren regisseerde Van Dalsum ook een aantal toneelstukken. Een van de meest spraakmakende was De Beul van Pär Lagerkvist, dat algemeen werd opgevat als gericht tegen het fascisme. Na stemmingsmakende berichtgeving in De Telegraaf ontstond een rellerige atmosfeer, waarbij op 1 december 1935 de voorstelling met rook- en stinkbommen verstoord werd door een honderdtal NSB-leden. Ook schilderde hij veel decors van de toneelstukken waar hij aan meewerkte.
In die periode was Van Dalsum een van de bezoekers van de salon van de Zwolse advocaat Harro Bouman en zijn vrouw Carina, waar hij bevriend raakte met Adriaan Roland Holst, M. Vasalis, J.C. Bloem, Titus Leeser en andere kunstenaars. In 1939 speelde hij in de film Boefje naar het boek van M.J. Brusse.
Tijdens de Duitse bezetting van Nederland weigerde hij lid te worden van de Kultuurkamer. Van Dalsum en zijn vrouw vonden onderduikadressen in Brabant en Limburg. Niettemin bleef hij zo goed en zo kwaad als het ging acteren tussen de schuifdeuren voor huiskamergezelschappen. Hij keerde pas in 1945 terug naar de Amsterdamse Stadsschouwburg met de "Tooneelgroep Vijf Mei 1945." Daarna vervolgde hij zijn carrière met rollen en/of leidinggeven bij diverse gezelschappen. In de jaren vijftig vond hij naast het toneel de tijd om te spelen in verschillende vroege televisieproducties.
Na zijn actieve periode aan het toneel kon hij zich meer toeleggen op het schilderen. Zijn werk, voornamelijk landschappen en stillevens, ontsteeg het niveau van de hobbyist. Hij heeft in de jaren 1965 tot 1970 regelmatig geëxposeerd in onder andere Den Haag, Amstelveen en Amsterdam.
Van Dalsum overleed op 82-jarige leeftijd in zijn woonplaats Eenigenburg. Hij ligt daar ook begraven naast de Hervormde Kerk. Op 19 maart 2008 werd in het museum Historisch Harenkarspel een koperen buste van hem onthuld. De buste staat in een parkje op zo'n honderd meter van zijn graf.

## Ring
Ter gelegenheid van zijn vijftigjarig toneeljubileum in 1959 werd de Albert van Dalsumring als prijs ingesteld. De drager mocht zelf zijn opvolger aanwijzen. De eerste die de ring na en van hem kreeg was Paul Steenbergen (1963), daarna volgden onder meer Ko van Dijk jr. (1972) en Peter Oosthoek (1977). Oosthoek gaf deze in 1993 door aan Pierre Bokma.

## Prijs voor Toneel
Er was ook een jaarlijkse Albert van Dalsumprijs, de prijs van de gemeente Amsterdam die in 1959 om te beginnen aan Albert van Dalsum werd gegeven. Vanaf 1973 werd hij door het Amsterdams Fonds voor de Kunst gegeven aan theatermakers die in het voorafgaande seizoen een bijdrage hadden geleverd aan de stimulering van Nederlandstalig toneel. Vanaf 1986 hoorde er bij deze prijs ook een aanmoedigingsprijs toneel. De prijs is ten slotte in 2003 opgegaan in de Amsterdamprijs voor de Kunst.

## Gezelschappen
- Het Tooneel (1909-1914)
- De Koninklijke Vereeniging 'Het Nederlandsch Tooneel' (1914-1917, 1918-1920 en 1930-1932)
- Het Groot Tooneel (1918-1919)
- Het Rotterdamsch Tooneel o.l.v. Cor van der Lugt Melsert (1920-1921)
- Die Haghespelers in het Voorhout
- Het Vereenigd Tooneel onder leiding van Eduard Verkade (1921-1929)
- Het Oost-Nederlandsch Tooneel te Arnhem van 1929 tot 1930 door hem zelf opgericht, samen met August Defresne en Wijnand Frans
- Amsterdamsche Tooneel-vereeniging van 1932 tot 1938 (als regisseur) samen met Defresne als vaste speler van de Stadsschouwburg
- Het Nederlandsen Tooneel van 1938 tot 1940, met Defresne en Van der Lugt
- De toneelgroep "Studio" van 1940-1942, opgericht samen met Paul Storm
- De Stichting Amsterdamsch-Rotterdamsch Tooneel, 1945 tot 1947, eveneens met Defresne
- Het Amsterdams Tooneelgezelschap, 1947-1953
- De Haagse Comedie
- De Nederlandse Comedie
- In toneelgroep 'Theater' speelde hij uitsluitend gastrollen

- Biografisch Portaal: 25514391
- Digitale Bibliotheek voor de Nederlandse Letteren: dals003
- Gemeinsame Normdatei: 133553108
- International Standard Name Identifier: 0000 0000 2772 7980
- Library of Congress Control Number: n84058598
- Nederlandse Thesaurus van Auteursnamen: 070421048
- RKD-Nederlands Instituut voor Kunstgeschiedenis: 19783
- Virtual International Authority File: 75045363
- WorldCat: E39PBJB4j73JpD3XhDwpK9qPcP